# NGC 802
NGC 802 est une petite galaxie lenticulaire naine située dans la constellation de l'Hydre mâle. NGC 802 a été découverte par l'astronome britannique John Herschel en 1834.

## Caractéristiques
Sa vitesse par rapport au fond diffus cosmologique est de 1 413 ± 7 km/s, ce qui correspond à une distance de Hubble de 20,8 ± 1,5 Mpc (∼67,8 millions d'al).
NGC 802 présente une large raie HI.